# Maksymilian z Celei
Maksymilian z Celei, także Maksymilian z Lorch (zm. 284  lub 12 października 288  w Celje) – biskup Noricum, męczennik, święty Kościoła katolickiego.
Według pochodzącej z XIII wieku tradycji został wysłany przez papieża Sykstusa II do Noricum jako misjonarz, został arcybiskupem Lorch i zginął śmiercią męczeńską w Celje.
Historycznie pewne jest przeniesienie jego szczątków przez Ruperta z Salzburga w VIII wieku (przed 718). Od 878 znajdowały się one w Altötting, a przed 985 trafiły do Pasawy.
Św. Maksymilian z Celei jest patronem diecezji Linz i Pasawy.
Jego wspomnienie liturgiczne obchodzone jest 12 października.